# Camilla Zamek
Camilla Zamek, nacida en 1978 es una personalidad de una televisión sueca, la Sveriges Radio.
En febrero de 2007 mostró un reportaje en el programa de entretenimiento Klick de la cadena TV7 en el que conoce al músico de eurodance Basshunter, que escribió una canción sobre ella, "Camilla", que se incluyó en inglés en su segundo álbum de estudio, Now You're Gone - The Album. La versión sueca se incluyó en el CD 2 de la Edición 2 Discos del álbum Bass Generation, que salió a la venta el 28 de septiembre de 2009. El reportaje puede verse en el portal de vídeos YouTube en éste enlace.